# Catherine Zarse
Catherine Zarse es una deportista estadounidense que compitió en saltos de trampolín. Ganó una medalla de bronce en los Juegos Panamericanos de 1995, en la prueba individual.

## Palmarés internacional
| Juegos Panamericanos | Juegos Panamericanos      | Juegos Panamericanos | Juegos Panamericanos |
| Año                  | Lugar                     | Medalla              | Prueba               |
| -------------------- | ------------------------- | -------------------- | -------------------- |
| 1995                 | Mar del Plata (Argentina) | Medalla de bronce    | Trampolín 1 m        |